# Wesmaelius navasi
Wesmaelius navasi är en insektsart som först beskrevs av Andréu 1911.  Wesmaelius navasi ingår i släktet Wesmaelius och familjen florsländor. Inga underarter finns listade i Catalogue of Life.